# Rynna Wawrytki

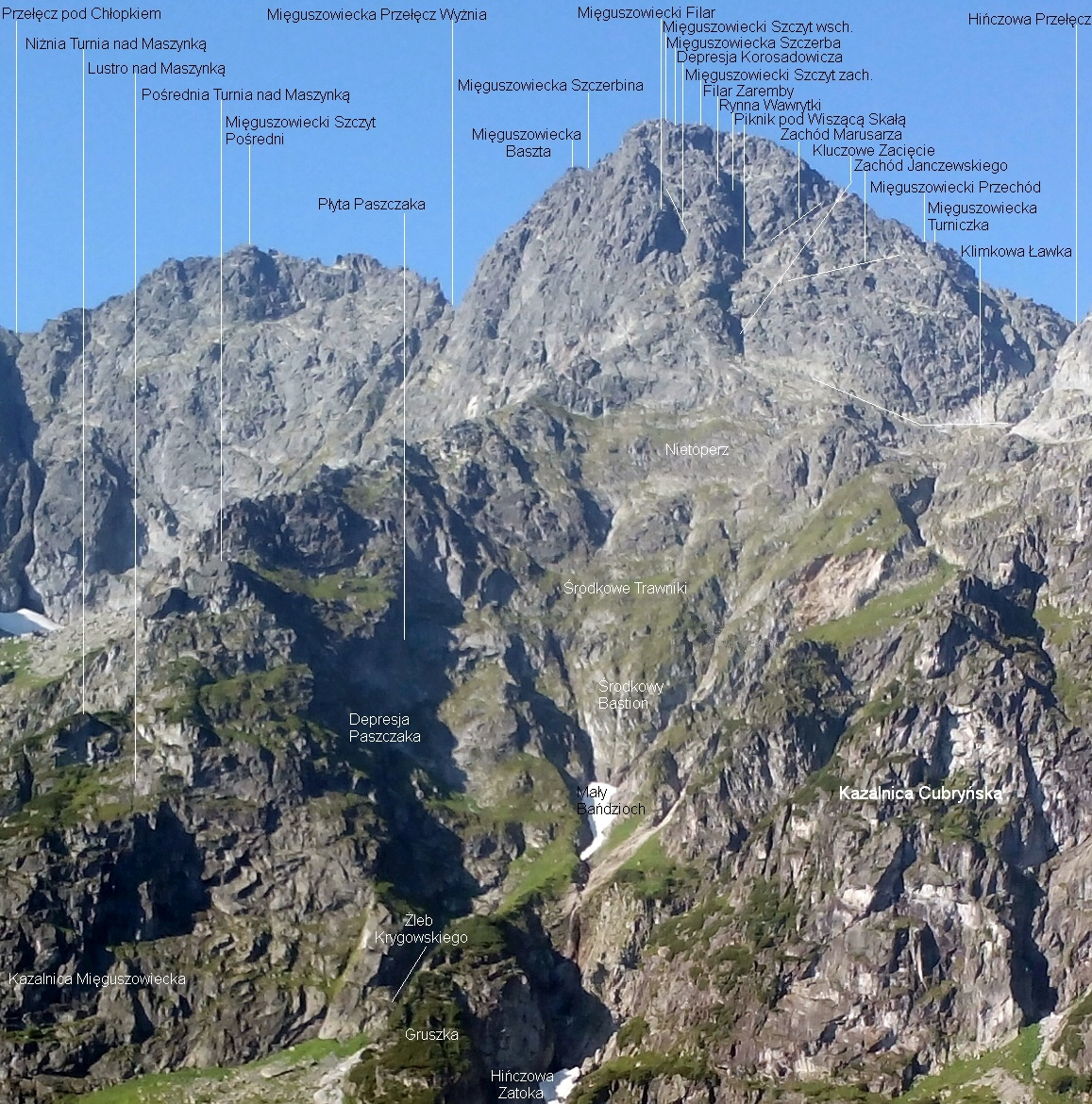
Formacje skalne na północnej ścianie Mięguszowieckiego Szczytu

Rynna Wawrytki – rynna w górnej części północnej ściany Mięguszowieckiego Szczytu w polskich Tatrach Wysokich. Opada z Mięguszowieckiej Szczerby (przełączka między dwoma wierzchołkami Mięguszowieckiego Szczytu) do Zachodu Marusarza. Jej lewe ograniczenie (patrząc od dołu) tworzy Filar Zaremby. Z dolnego końca Rynny Wawrytki opada Kluczowe Zacięcie będące jej przedłużeniem w dół.
Rynna Wawrytki jest głęboka, skalista, bardzo stroma i ma gładkie dno. Jej deniwelacja wynosi około 120 m. W dolnej części ma pionowy próg kilkumetrowej wysokości (II w skali tatrzańskiej). W górnej części znajdują się zaklinowane głazy. Końcowa jej część pod Mięguszowiecką Szczerbą tworzy kominek. Rynną Wawrytki prowadzą drogi wspinaczkowe:
1. Superdirettissima; od ostrogi Gruszki przez Mały Bańdzioch, rysę w Środkowym Bastionie, środkową część Nietoperza, Kluczowe Zacięcie i Rynnę Wawrytki; V, A0, czas przejścia (zimą) 12 godz.[1]
2. Direttissima; V, 8 godz.
3. Droga klasyczna; II, 4 godz.[1]

Nazwa rynny upamiętnia góralskiego przewodnika Jakuba Gąsienicę Wawrytko.

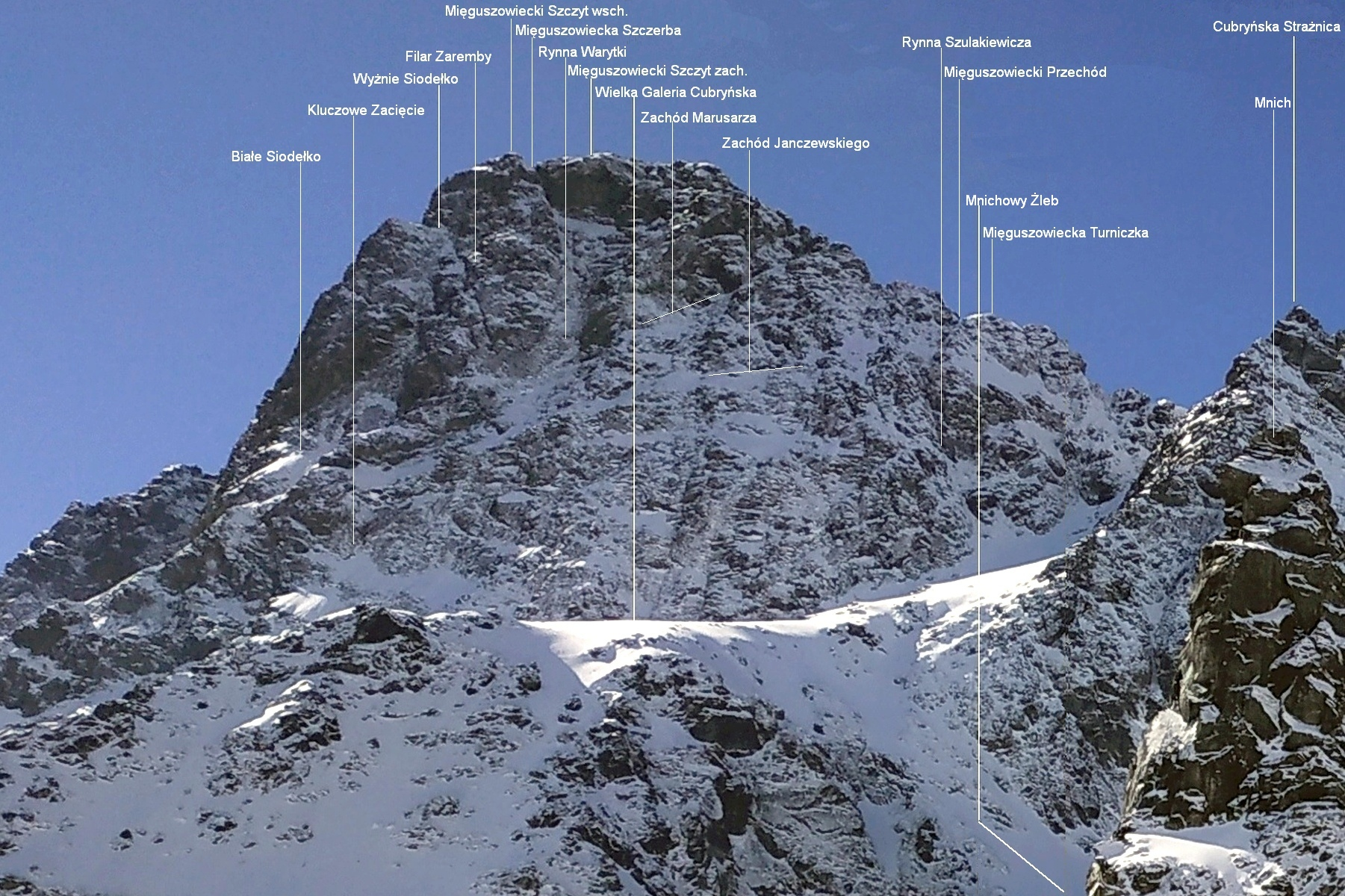